# Сицилійська мова
Сицилі́йська мо́ва — мова сицилійців, належить до романської мовної групи. Сицилійською та її діалектами спілкуються на острові Сицилія, в південній Калабрії, південних частинах Апулії, а також у Кампанії. Через понад столітнє правління арабів зазнала впливу арабської мови. Через сильну конкуренцію збоку італійської мови зникає.

## Назва
Самоназвою для сицилійської мови — sicilianu. Існує декілька альтернативних назв для сицилійської мови: калабрійсько-сицилійська(Calabro-Sicilianu) та сікульська(siculu). Перший термін вживається через те, що в південній Калабрії, зокрема, в провінції Реджо-Калабрія, говорять діалектом сицилійської мови. Термін siculu походить від назви однієї з найбільших доісторичних груп, що жили на Сицилії, ще до прибуття греків у 8 столітті до н. е., а саме сікулів. Він також може бути використаний як префікс, щоб визначити або докладніше пояснити походження людини, наприклад: сікуло-американець(siculu-miricanu) або сікуло-австралієць.

## Статус
Сицилійська мова не є офіційною ніде, в тому числі і на самій Сицилії. Також не існує ніякої централізованої організації, що займається регулюванням мови. Проте Центр досліджень сицилійської філології та мовознавства в Палермо займається дослідженнями сицилійської мови і публікує інформацію про стан мови з моменту свого створення у 1951 році.
Сицилійська мова офіційно визнана в муніципальних статутах ряду італійських комун, наприклад Кальтаджіроне і Граммікеле, де проголошується «невід'ємна історична і культурна цінність сицилійської мови». Крім того, згідно з Європейською хартією регіональних мов, сицилійська мова підлягає захисту і допомозі в розвитку. Втім, станом на січень 2010 року парламент Італії все ще не ратифікував хартію.

## Розповсюдження
Сицилійською та її діалектами розмовляють на острові Сицилія, в південній Калабрії, південних частинах Апулії, а також в Кампанії. У зв'язку з більш ніж столітнім правлінням мусульман (965—1072) є деякий вплив арабської мови. Крім цього, сицилійська мова була історично поширена на більш дрібних островах Сицилійського архіпелагу. На деяких інших більш віддалених островах Середземного моря (Пантеллерія, Лампедуза) вона потіснила місцеві арабські діалекти, вплинула на арабську мову Мальти, в результаті чого сформувалася мальтійська мова. Для позначення всього сициліємовного регіону в італійській мові використовується термін сікулофонія. Крім півдня Італії, сицилійською мовою розмовляють в країнах, куди сицилійці емігрували в значних кількостях. Це США, Канада, Австралія, Бразилія та Аргентина. В основному це люди старшого віку. Останнім часом дуже багато сицилійців переселилося також в промислові райони півночі Італії та до інших країн Євросоюзу, особливо до Німеччини.

## Діалекти
Виділяють такі діалекти та групи діалектів сицилійської мови:
- Західносицилійський (діалекти міста Палермо, Трапані, Агрідженто);
- Центральний (діалекти Центральної Сицилії, включаючи частини провінції Кальтаніссетта, Мессіни, Енни, провінції Палермо та Агрідженто;
- Південно-східний (провінція Рагуза та суміжні території провінції Сиракузи);
- Еннський (провінція Енна);
- Східний (провінція Мессіна);
- Ліпарський (Ліпарські острови);
- Пантеллерійський (провінція Пантеллерія);
- Реджинський (провінція Реджо-Калабрія).

## Історія

### Ранні впливи
Оскільки Сицилія є найбільшим островом у Середземному морі, через нього за всю історію проходило багато народів (фінікійці, давні греки, римляни, вандали, остготи, візантійці, маври, нормани, шваби, іспанці, австрійці, італійці), їх мови вплинули на лексику та граматику сицилійської мови. Серед них грецька, латина, арабська, нормандська, лангобардська, окситанська, німецька, каталонська, французька та іспанська мови, а також доіндоєвропейські мови мешканців острову. Найдавніші мовні впливи, помітні в сицилійській і донині, являють собою доісторичні елементи доіндоєвропейських середземноморських мов, так і індоєвропейські елементи, а іноді і суміш обох.
До римського завоювання острову (III століття до н.е.) Сицилія була заселена різними народами. Найбільш давніми з відомих на сьогодні народів були сикани, які вважаються автохтонним населенням. Сикули та еліми прибули між другим і першим тисячоліттям до нашої ери. Після цього острів почергово завойовували фінікійці (між X і VIII ст. до н. е.) та греки. Вплив грецької мови залишається значно помітнішим, тоді як вплив інших мов менш очевидний. З впевненістю також можна сказати про те, що в сицилійській мові зберігаються доіндоєвропейські слова давнього середземноморського походження, але визначити точніше з якої саме з трьох відомих доіндоєвропейських мов, походить певне слово неможливо. Очевидним є також вплив однієї з індоєвропейських мов, яка була тісно пов'язана з латиною.

### Докласичний період
Слова, які походять від доісторичних мов Середземного моря, часто відносяться до рослин цього регіону, або до інших природних явищ. Наприклад:
- Acidduzzu — пташка.
- Alastra — «Calicotome» (не має української назви), багаторічна рослина родини Бобових, яка росте в Середземноморському регіоні, можливо також походить від грецької.
- Ammarrari — загатити, заблокувати канал або потік води (також іспанське embarrar — змутити, забризкати грязюкою)[3]
- Calancuni — каламуть, спричинена швидкою течією.
- Calanna — зсув скелі.
- Racioppu — стебло або стовбур фруктового дерева
- Timpa — скеля (але також грецьке týmba, латинське tumba та каталонське timba).

Також є слова докласичного періоду, які походять від давніх індоєвропейських мов.
- Dudda — шовковиця (споріденене з індоєвр. *h₁rowdʰós та валлійським rhudd «пурпуровий, червоний»)
- Scrozzu — не добре розвинутий (споріденене з литовським su-skurdes з таким само значенням та давньоверхньонімецьким scurz «короткий»)[3]
- Sfunnacata — безліч, велике число (від індоєвр. *h₁we[n]d- «вода»).

### Грецький вплив
Нижче наведені сицилійські слова грецького походження, включаючи слова, які можливо прийшли через латину.
- babbiari — дуркувати (від babázō, від якого також походять слова: babbazzu та babbu «нерозумний», «дурний»; але також латинське babulus та іспанське babieca)[3]
- bucali — глечик (від baúkalion)
- bùmmulu — ємність для води (від bómbylos; але також латинське bombyla)[4]
- cartedda — кошик (від kártallos; але також латинське cartellum)
- carusu — хлопчик (від koûros; але також латинське carus «дорогий», санскрит caruh «доброзичливий»)[3]
- casèntaru — дощовий черв'як (від gês énteron)
- cirasa — вишня (від kerasós; але також латинське cerasum)
- cona — ікона, малюнок (від eikóna; але також латинське icona)[3]
- cuddura (вид хліба; від kollýra; але також латинське collyra)[4]
- grasta — квітковий горщик (від gástra; але також латинське gastra)
- naca — колиска (від nákē)
- ntamari — приголомшити, вразити (від thambéō)
- pistiari — їсти (від esthíō)
- tuppiàri — стукати (від týptō)[3]

### Германський вплив
З 476 до 535 року Сицилією правили остготи, хоча їх присутність, вочевидь, не вплинула на сицилійську мову. Декілька германських запозичень в мові, ймовірно, походять не з цього періоду. Одним з винятків може бути слово abbanniari або vanniari «продавати товари, проголошувати публічно», від готського bandwjan «дати сигнал». Також можливо, що schimmenti «діагональ» походить від готського slimbs «нахил». Інші джерела германських впливів включають в себе правління Гогенштауфенів у XIII столітті, а також слова германського походження, які запозичені в норманнських та лангобардських поселенців XI століття, також короткий період правління Австрії у XVIII столітті.
Багато германських запозичень датується часом швабських королів (серед яких Фрідріх II, імператор Священної Римської Імперії). Деякі з наведених нижче слів є повторним запозиченням латинських слів (які також існують в сучасній італійській), які були певною мірою германізовані (наприклад, vastāre латиною guastare в сучасній італійській). До слів, які, ймовірно, походять з тієї епохи, включають:
- arbitriari — працювати в полі (від arbeit; але можлива і латинська етимологія)
- vardari — спостерігати (від wardon)
- guddefi — ліс, деревина (від wald; подібне до англосакс. wudu)
- guzzuniari — крутити, як хвостом (від hutsen)
- lancedda — (теракотовий глечик для води; від давньоверхньонімецького lagella)
- sparagnari — зберігати гроші (від давньоверхньонімецького sparen).

### Арабський вплив
У 535 році Юстиніан І зробив Сицилію Візантійською провінцією, що повернуло грецькій мові престиж в суспільстві та офіційний статус. Острів став розділятися за мовною ознакою: латина домінувала на заході, а грецька на сході. Після ослаблення Візантійської імперії, Сицилію з середини IX до початку X століття захоплюють сарацини з Північної Африки(Іфрикії). Внаслідок цього був утворений Сицилійський емірат, в якому розвинувся свій діалект арабської — сикуло-арабський (нащадком якого є мальтійська мова). Арабська мова збагатила сицилійську насамперед сільськогосподарськими термінами та новими сортами культур.
Деякі слова арабського походження:
- azzizzari — прикрашати (عزيز ʿazīz цінний, прекрасний)
- babbaluciu — равлик (від babūš, тунісько-арабське babūša; але також грецьке boubalákion)
- burnia — банка (برنية burniya; але також латинське hirnea)
- cafisu (мірка для рідини; тунісько-арабське قفيز qafīz)
- cassata (сицилійський торт рикота; від قشطة qišṭa, головно північноафриканське; але латинське caseata — щось зроблене з сиру)
- gèbbia — штучний ставок для зберігання води для зрошення (від тунісько-арабського جابية jābiya)
- giuggiulena — насіння кунжуту (від тунісько-арабського جلجلان jiljlān or juljulān)
- mafia — чванство, зухвальство, бравада (від ماجاس mājās зухвале чванство, або від مرفوض marfūḍ відкинутий)
- ràisi — лідер (رئيس raʾīs)
- saia — канал (від ساقية sāqiya)
- zaffarana — шафран (від زعفران zaʿfarān)
- zàgara — цвіт (زهرة zahra)
- zibbibbu — Александрійський мускат (вид сушеного винограду زبيب zabīb)
- zuccu — ринок (від سوق sūq; але також арагонське soccu та іспанське zoque)
- Bibbirria (північна брама Агрідженто; باب الرياح bāb ar-riyāḥ брама вітрів).

Протягом всієї ісламської епохи сицилійської історії на острові залишилося значне грекомовне населення, яке продовжувало використовувати грецьку мову, або, точніше, варіант грецької мови з впливом туніської арабської. Дискусійним питанням є те, в якій кількості латиномовне населення залишилось на острові. Незважаючи на те, що форма народної латини вижила в ізольованих спільнотах протягом ісламської епохи, існує багато думок щодо впливу, який вона мала на розвиток сицилійської мови, після повторної латинізації Сицилії.

### Розвиток мови вСередні віки

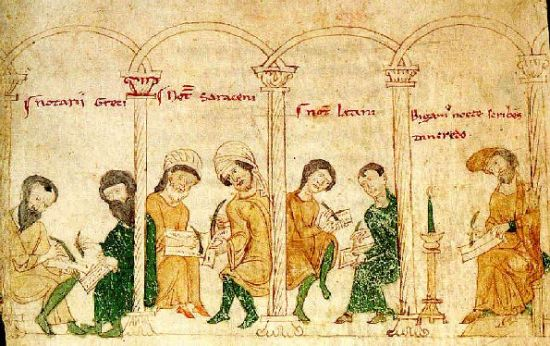
Мініатюра 1196 року зображує різноманіття Сицилійського королівства: писаря-грека, писаря-грека та писаря-латинянина.

У 1000 р. н. е. вся нинішня південна Італія, включаючи Сицилію, була складною сукупністю малих держав і князівств, мов та релігій. Вся Сицилія перебувала під контролем сарацинів, які перебували в елітному становищі, але загальне населення залишилося сумішшю мусульман і греко та сикуло-арабомовних християн-католиків. Проживали також іммігранти з Північної Африки. Крайній південь Апенінського півострова входив до складу Візантійської імперії, хоча багато громад були частково незалежними від Константинополя. Князівство Салерно контролювали лангобарди, які також почали зазіхати на візантійську територію і змогли створити окремі незалежні міста-держави. В першій половині XI століття починає збільшувалися норманське населення.